# Apeadeiro de Aldeia
O Apeadeiro de Aldeia, igualmente conhecido como de Aldeia de São Sebastião, é uma interface da Linha da Beira Alta, que serve a Aldeia de São Sebastião, na freguesia de Castelo Bom, pertencente ao município de Almeida e ao Distrito da Guarda, em Portugal.

## Descrição

### Localização e acessos
Esta interface situa-se na limite sul da malha urbana da Aldeia de São Sebastião, distando mais de quatro quilómetros, para sulsudeste, de Castelo Bom e menos de dois quilómetros, para norte, de Freineda. O acesso a estas povoações faz-se pelo Caminho Municipal n.º 1080, que passa nas imediações do apeadeiro.

### Infraestrutura
Como apeadeiro em linha em via única, esta interface tem uma só plataforma, que tem 835 dm de comprimento e 685 mm de altura. O abrigo de plataforma situa-se do lado norte da via (lado esquerdo do sentido ascendente, a Vilar Formoso).

### Serviços
Por motivos do obras em toda a Linha da Beira Alta em 2022-2024, o serviço de passageiros a este interface é assegurado por via rodovária, com duas circulações diárias em cada sentido entre Guarda e Vilar Formoso.

## História
A Linha da Beira Alta entrou ao serviço de forma provisória em 1 de Julho de 1882, e foi oficialmente inaugurada em 3 de Agosto do mesmo ano, pela Companhia dos Caminhos de Ferro Portugueses da Beira Alta.
Aldeia não constava entre as estações e apeadeiros existentes na linha à data de inauguração, porém, tendo esta interface sido criada posteriormente.